# Pet Shop Boys
Pet Shop Boys (укр. Пет шоп бойз) — англійський музичний гурт. Два учасники — Ніл Тенант і Кріс Лоу. Існує з 1981 року. Українською мовою назва гурту перекладається як «Парубки із зоокрамнички».
Стиль — електронна музика, синті-поп, поп. Pet Shop Boys є одними із найбільш комерційно успішних і плідних колективів Великої Британії, що записують танцювальну музику: за останні 20 років ними було випущено більше 40 синглів (з них 22 попадали у верхню десятку британського хіт-параду), 9 студійних альбомів (всі вони досягали 1-7 місця у британському хіті-параді), а також безліч спільних записів з іншими виконавцями.
Ніл Тенант (нар. у 1954 р.) та Кріс Лоу (нар. у 1959 р.) вперше зустрілися випадково у Лондонській музичній крамниці 19 серпня 1981 року. Помітивши схожі спрямування та спільну любов до танцювальної музики, вони вирішили об'єднати свої зусилля. Лоу в той час вчився в архітектурному інституті, а Тенант працював музичним журналістом у британському виданні Smash Hits. Спочатку вони писали пісні на квартирі у Ніла, потім з 1982 року у маленькій студії Камдена. У ті часи вони встигли записати декілька пісень, які з часом з'являться на їхніх студійних альбомах, а саме ‘It's a sin’, West End Girls‘, ‘Rent’ та ‘Jealousy’.
Спочатку вони називали себе ‘West End’, тому що любили західний Лондон, але потім вони змінили назву на Pet Shop Boys. Її запропонували їхні друзі з магазину хатніх тварин, у яких мешкав на час перебування у Лондоні Кріс Лоу.
«West End Girls»ⓘ (1986)

## Дискографія
- Please (1986)
- Actually (1987)
- Introspective (1988)
- Behaviour (1990)
- Very (1993)
- Bilingual (1996)
- Nightlife (1999)
- Release (2002)
- Fundamental (2006)
- Yes (2009)
- Elysium (2012)
- Electric (2013)
- Super (2016)
- Hotspot (2020)
- Nonetheless (2024)

## Фільмографія
| Рік  | Назва                   | Нотатки                                            |
| ---- | ----------------------- | -------------------------------------------------- |
| 1988 | It Couldn't Happen Here | Художньо-музичний фільм                            |
| 1991 | Videography             | Збірка відеоклипів 1985–1991 гг.                   |
| 1992 | Performance '91         | Записи з турне «Performance» 1991 г.               |
| 1995 | Discovery               | Запис концерту в Ріо-де-Жанейро 1995 г.            |
| 1997 | Somewhere               | Запис концерту в театрі «Савой» у червні 1997 г.   |
| 2001 | Montage                 | Записи з концертів турне «Nightlife» 1999–2000 гг. |
| 2003 | PopArt                  | Збірка відеокліпів 1985–2002 гг.                   |
| 2006 | A Life In Pop           | Документально-біографічний фільм                   |
| 2007 | Cubism                  | Запис з світового турне «Fundamental Tour»         |

## Нагороди
- «BPI Awards» (1987) — найкращий сингл («West End Girls»).
- «Нагорода Айвор Новелло» (1987) — найкращий міжнародний хіт («West End Girls»).
- «Нагорода Айвор Новелло» (1987) — найкращий міжнародний хіт («It's A Sin»).
- «Houston Film Festival Awards» (США) (1988) — найкращий док. фільм («It Couldn't Happen Here»).
- «Berolina Awards» (1988) — група року.
- «BPI Awards» (1988) — група року.
- «Music Week's Awards» (1991) — найкращий відеокліп 1990 р. («Being Boring»).
- «East Award» (1994) — найкращий міжнародний сингл («Go West»)
- «Siggraph Wave Awards» (1994) — найкращий відеокліп («Liberation»).
- «Effects & Animation Festival Awards» (1994) — найкращий відеокліп («Liberation»).
- «Viva Comet Awards» (Німеччина) (1999) — найкращий відеокліп («I Don't Know What You Want But I Can't Give It Anymore»).
- «El Pais De Las Tentaciones» (Іспанія) (1999) — найкраща група.
- «RSH Gold Awards» (Німеччина) (2000) — найкраща група.
- «Нагорода Айвор Новелло» (2000) — внесок у британську музику.
- «A-Ward» (2003) — за внесок у поп-музику.
- «World Award» (2003) — за внесок у світову музику.
- «Q Award» (2004) — за внесок у музику.
- «Нагорода Айвор Новелло» (2005) — найкраща пісня періоду 1986–1994 рр. («West End Girls»).